# 俠友

是一部1934年美國前法典時期犯罪電影，由美高梅公司製作，W·S·範戴克執導，主演有奇勒·基寶、威廉·鮑威爾和瑪娜·洛伊。本片也給予米基·魯尼其中一個早期電影角色，他飾演基寶角色的小孩時期。本片是基於阿瑟·愷撒的故事而成，他憑此獲得奧斯卡最佳故事獎。這是瑪娜·洛伊和威廉·鮑威爾十四次銀幕合作的第一次。
聲名狼藉的罪犯約翰·迪林傑曾於1934年7月22日在芝加哥的比沃格拉夫劇院出席本片的放映。在離開劇院後，他被聯邦探員槍殺身亡。瑪娜·洛伊對製片廠樂意利用這個事件來獲得電影的財政利益而表示反感。2009年電影《大犯罪家》中也有描述《俠友》，以及迪林傑之死的鏡頭。

## 演員

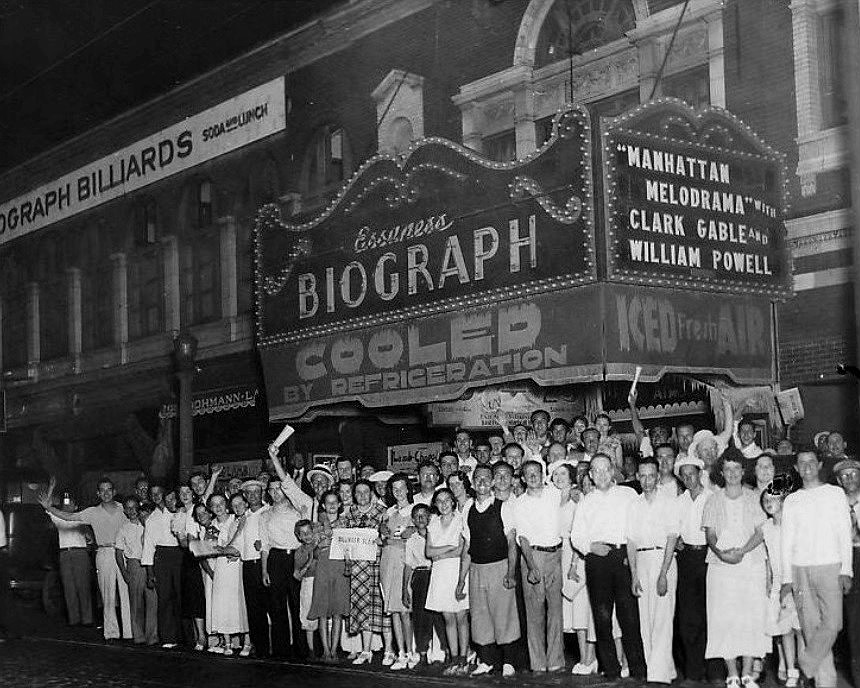
1934年7月22日，在約翰·迪林傑被執法探員槍殺身亡後不久，一堆人群擠在芝加哥的比沃格拉夫劇院。

- 奇勒·基寶 飾 Edward J."Blackie" Gallagher
- 威廉·鮑威爾 飾 Jim Wade
- 瑪娜·洛伊 飾 Eleanor Packer
- 利奧·卡里略（英语：Leo Carrillo） 飾 Father Joe
- 納·彭德爾頓（英语：Nat Pendleton） 飾 Spud
- George Sidney 飾 Poppa Rosen
- 伊莎貝爾·傑威爾（英语：Isabel Jewell） 飾 Annabelle
- 妙麗葉兒·埃文斯（英语：Muriel Evans） 飾 Tootsie Malone
- 湯瑪斯·E·傑克遜（英语：Thomas E. Jackson） 飾 Asst. Dist. Atty. Richard Snow
- 伊莎貝爾·凱思（英语：Isabelle Keith） 飾 Miss Adams，Jim的秘書
- 法蘭克·康羅伊（英语：Frank Conroy (actor)） 飾 Blackie的律師
- 諾爾·麥迪遜（英语：Noel Madison） 飾 Manny Arnold
- 吉米·巴特勒（英语：Jimmy Butler (actor)） 飾 男孩時期的Jim Wade
- 米基·魯尼 飾 男孩時期的Blackie
- 雪莉·羅斯（英语：Shirley Ross） 飾 棉花俱樂部（英语：Cotton Club）歌手

## 外部連結
- AllMovie上《Manhattan Melodrama》的资料（英文）
- TCM电影资料库上《俠友》的资料（英文）
- 互联网电影数据库（IMDb）上《Manhattan Melodrama》的资料（英文）
- 美国电影学会目录上的《Manhattan Melodrama》（英文）
- Manhattan Melodrama[永久] on Lux Radio Theater: September 9, 1940